# دهستان مسکون
دهستان مسکون نام دهستانی در بخش جبالبارز شهرستان جیرفت، استان کرمان در ایران است. براساس سرشماری مرکز آمار ایران در سال ۱۳۸۵، جمعیت آن ۳۲۹۰ نفر (۷۷۳ خانوار) بوده‌است.